# 강재준
강재준(1982년 10월 25일~)은 대한민국의 희극 배우이다.

## 학력
- 부안초등학교 졸업
- 성수고등학교 졸업
- 용인대학교 무도대학 졸업

## 출연작

### TV
- 《웃찾사》 (SBS)
- 관객의 난 (2014.02.14~2014.05.16)
  - 《소심한 사람들》
  - 《남자끼리》 종업원 역
  - 《퀵서비스맨》
- 《개그투나잇》 (SBS)
- 《코미디빅리그》 (tvN)
  - 더 폰 (2013.06.29~2013.07.06)
  - 2020 슈퍼차 부부( 2020.07.05~)
- 《끝에서 두번째 사랑》 (SBS)
- 《자기야 백년손님》 (SBS)
- 《초인가족 2017》 (SBS)
- 《개인주의자 지영씨》 (KBS2)
- 《화유기》 (tvN)
- 《MBC 스페셜》 768회 : 2018 언니는 살아있다 (MBC)
- 《1호가 될 순 없어》 (JTBC)
- 《위플레이 시즌2》(NQQ)
- 2020년 SBS 《백종원의 골목식당》 - 게스트 (2020년 12월 2일 방송분 출연)
- 《1호가 될 순 없어》(JTBC)
- 《개승자》(KBS2) - 와일드카드 출연
- 2022년 tvN 《줄 서는 식당》 - 게스트 (5월 16일)
- 2022년 KBS2 《홍김동전》 - 게스트 (8월 4일)
- 2023년《부부선수촌 - 이번 생은 같은 편》 (TV CHOSUN)

### 라디오
- 2023년 KBS 쿨FM 《미스터 라디오》- 게스트 (10월 13일)

### 드라마
- 2021년 JTBC 《아이돌: 더 쿠데타》 - 진두호 역

## 수상
- 2008년 SBS 개그맨 선발대회 동상
- 2011년 SBS 연예대상 코미디부문 신인상
- 2015년 SBS 연예대상 코미디부문 최우수상